# Carlos Barjas Millan
Carlos Barjas Millan (São Paulo, 29 de agosto de 1927-ibidem, 5 de diciembre de 1964) fue un arquitecto racionalista brasileño.

## Trayectoria
Estudió en la Escuela de Arquitectura de la Universidad Presbiteriana Mackenzie de São Paulo, donde se tituló en 1951. Millan aunó un racionalismo de influencia miesiana con la expresividad del organicismo wrightiano. En 1952 fundó el estudio de diseño Branco & Prêto.
Fue autor de diversas casas en São Paulo (Oswaldo Fujiwara, 1954; Nadir de Oliveira, 1960; Roberto Millan, 1961; Antônio d'Elboux, 1962), así como el Club Paineiras de Morumbi en São Paulo (1969), su proyecto de mayor envergadura, en el que muestra su propensión a la desnudez formal y al uso de materiales brutos, en consonancia con la arquitectura brutalista practicada en esos años. Otras obras suyas fueron la Facultad de Filosofía, Letras y Ciencias Humanas de la Universidad de São Paulo (1961-1962) y la iglesia de Nuestra Señora Aparecida en São Caetano do Sul (1962).
Fue profesor en la Universidad Mackenzie en 1957 y en la Universidad de São Paulo desde 1958 hasta su fallecimiento.